# میر محمد معصوم بکری
میر محمد معصوم بکّری یا سید محمد معصوم (۷ فوریه ۱۵۳۸– ۱۴ آوریل ۱۶۰۶) شاعر و طبیب و مورخ سند بود.

## زندگی

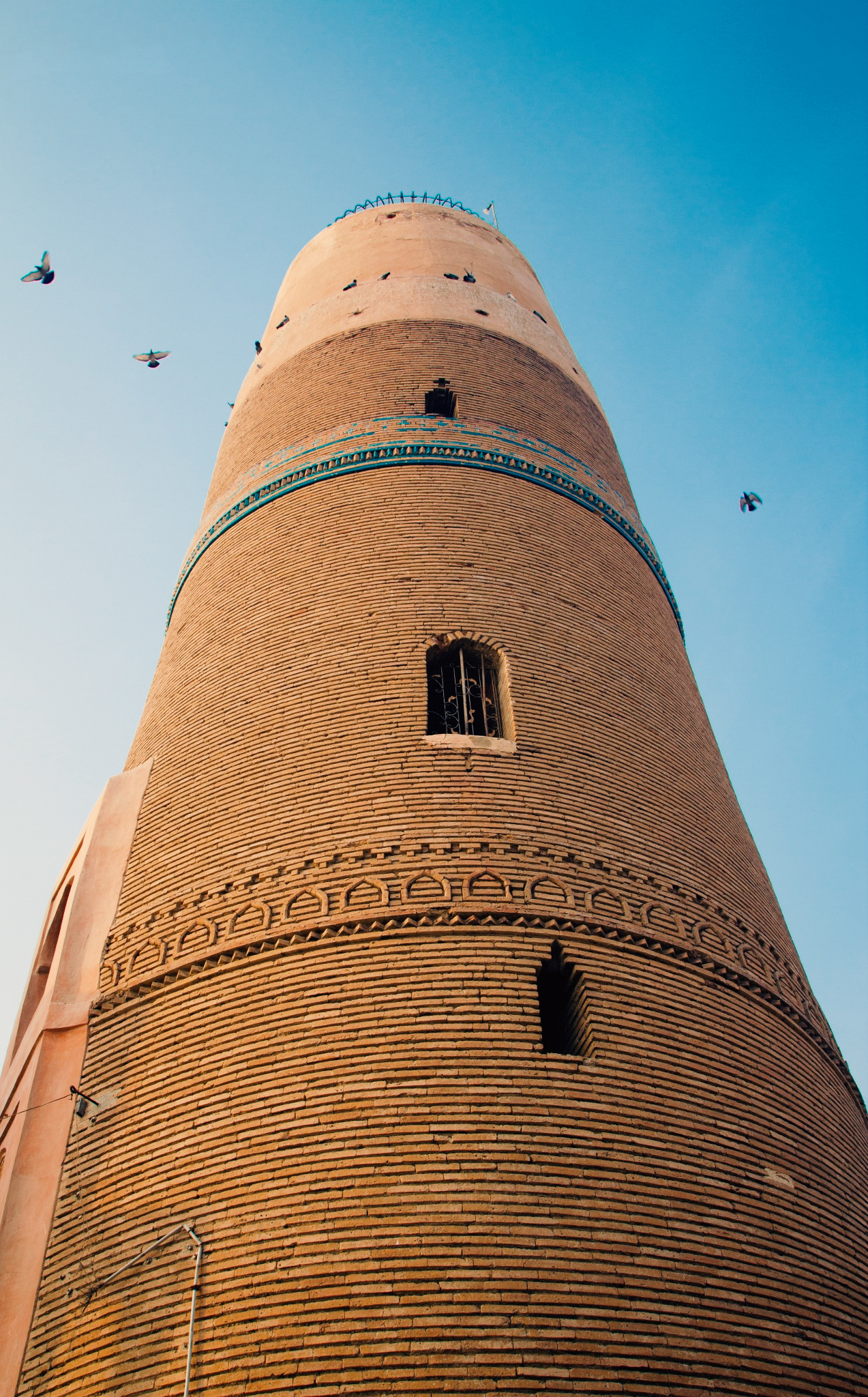
مینار میر معصوم بکهری در بلدۂ سکهر، سند

### پیدایش و نام و نسب
سید محمد معصوم المتخلص بـ نامی بن سید صفائی الحسینی الترمذی اصلاً و البکّری مسکناً و مدفناً شب دوشنبه تاریخ هفتم رمضان ۹۴۴ هجری قمری در بقعهٔ بکّر که الآن باسم سکهر قدیم مشهور است متولد شد، چنان‌که ازین ابیات معلوم می‌شود:
| شد طلوع آن شمس در خانه صفائی از خدا |  | از بروج نیک در ساعت سعید آن شد عیان |

| بود آن تاریخ هفتم لیل دوشنبه از صیام |  | سال نهصد چهل بود از وی زوائد چار دان |

آبا و اجداد او از سادات ترمذ بودند، و از دو سه پشت سکونت قندهار اختیار کرده با شرکت بعضی سادات دیگر تولیت مقبرۂ بابا شیر قلندر، که یکی از اولیاءالله وقت بوده، داشتند. پدرش میر سید صفائی به بهکر آمده تحت ظل رعایت سلطان محمود خان (۸۹۸ه ـ ۹۸۲ه) آنجا متوطن شد و به مرور زمان بسادات کهابروت که قریه ایست در حوالی سیهوان (سیوستان) نسبت نمود. میر معصوم و دو برادرش در بلدۂ بهکر متولد شدند. و چون سید صفائی بحلیهٔ علم و فضل آراسته بود، سلطان محمود خان او را بعد از فوت شاه قطب الدین هروی (المتوفی ۹۷۷ه) بمنصب شیخ الاسلام بهکر مقرر نمود، و بکمال استقلال و احترام زندگی بسر برده در ذیقعدۂ سنه ۹۹۱ه علم عزیمت بعالم آخرت پرداخت.

### شباب
از ایّام جوانی میر معصوم چیزی بدست نداریم، الا اینکه صاحب مآثر الامراء گوید که اکثر اوقات ثمینهٔ خود را در پی شکار صرف می‌نمود، و بعد از فوت پدر در خدمت ملا محمد ساکن کنگری که از توابع بهکر است بتحصیل علوم اشتغال ور زیده بکمال حسیّه آشنا گشت. امّا نمی‌دانیم که مأخذش چیست و چطور می‌توان اعتبار کرد که یک فاضل مانند میر معصوم تا عمر ۴۷ سالگی از زیور علم معطل بوده باشد. و خیلی جای تعجب است که میر معصوم در تاریخ خود اسم این ملا با علما و فضلای دیگر نبرده و ازو باد نکرده، و الّا در ذکر احوال قاضی دته سیوستانی گوید که ’’مسود اوراق نیز اقتباس علوم در حوزۂ درس ایشان نموده‘‘. و چنانچه تحصیلاتِ او اقلًّا در علم حدیث تا حدّی ناقص ماید خودش اظهار نموده که بعد از فتح گجرات بملازمت شیخ حمید مشرف شده ’’ مشکوۃ را من اوله الی آخره مع کتب حدیث پیش ایشان گذرانیده و اجازه حاصل نموده‘‘.

### در عهدامپراتوری گورکانی
ما نمی‌توانیم بخوبی تعیین کنیم که در کدام سال میر معصوم وطن مألوف خود را ترک گفته بگجرات رفت. بیان مؤلف مآثر الأمراء که بعد از فوت پدر ’’ ناگاه افلاس سنگ تفرقه بجمعیت آباد اهوالش انداخت پا پیاده عازم گجرات گردید‘‘. خلاف واقع می‌نماید، زیرا که در سال ۹۹۸ه چون در معیت خواجه نطام الدین احمد بخشی از گجرات بحضرت اکبر بادشاه بلاهور آمد و بعضی تحف که والده اش دران ایام فرستاده بود بنظر بادشاه گذرانید، اکبر بادشاه از روی اشفاق از وی سؤال نمود که: ’’ چند سال است که از والده جدا شده‌اید‘‘ و او جواب دید که: ’’قریب به بیست سال باشد‘‘. می‌توان استنباط کرد که در سنه ۹۷۸ه یعنی قدری بعد ازانکه پدرش سید صفائی بمنصب شیخ الاسلامی ارتقا نمود، بگجرات در پی محل مأموریت رفته باشد. صاحب تحفة الکرام این معمّا را حل نموده‌است زیرا که بقول او ’’ میر معصوم نخست پیش سلطان محمود خان [و] آںگاه بحضور اکبر بادشاه برتبه والا رسیده‘‘. صاحب مآثر رحیمی نیز مؤید این مقال است. نیز صاحب تحفة الکرام رقم کرد: ’’گوید که در بیست و هفتم شعبان که مظفر گجراتی از محلی که دیوار قلعه شکسته بود داخل احمدآباد شد، میر معصوم بکهری که از سادات رفیع الشان بکهر بود و فی الجمله طبع نظم و سلیقهٔ شعر فهمی داشت، و در سلک امرای پادشاهی در هنگام فتح بکهر منتظم شده بود، دران وقت کومکی گجرات بود، و زین الدین در دوازده گروهیٔ احمدآباد باعتماد خان پیوستند و خبر آمدن مظفر را بشهر رسانیدند‘‘.

## مرگ
در همان سال روز چهارشنبه سیزدهم جمادی الآخر، ولی نعمت او اکبر بادشاه در گذشت و بعد ازو جهانگیر بادشاه حق خدمات او را شناخته میر معسوم را در سنه ۱۰۱۵ بعنوان امین الملکی به بهکر فرستاد، و آنجا بعد چهار سال روز جمعه تاریخ ۶ ذیحجه سنه ۱۰۱۹ هجری قمری بجوار ایزدی پیوست. مزارش نزد مناره که باسمش مشهور است در بلدۂ سکهر واقعست، و بالای آن یک بنای سنگی مرتفع است که گویا خود در ایّام زندگی مقدماً ساخته.

## شخصیت
میر معصوم شخصی زاهد و متقی بود و همت و سخاوت را بحائی رسانیده بود که تا مردم اجلاف بهکر را نیز سوغات از هندوستان می‌فرستاد، و برای اکابر و اصاغر شهر مسانهه و مشاهره و میاومه و فصلانه و جمعگی مقرر نموده بود، امّا آخرها که بوطن رفت آن حسن سلوک نماند و بنابر وجهی مردم ازو متأذّی گشتند. گویند آبادگار بنوعی بود که تقلید می‌کرد که در محال جاگیر پاره جنگل برای شکار نگاه دارند.

## آثار
میر معصوم طبعی جامع و متفنن داشت. بعلاوه بودن یک سر باز شجاع و بیباک، او طبیبی ماهر و سیاحی جهاندیده و کتابه نویسی خوشخط و شاعری برجسته و مورخی امین بوده، و در هر فن آثار خود را بر صفحهٔ هستی گذاشته:

#### طب
- طب نامی: نسخه ای از آن نزد سید منور علی معصومی موجود است و مشتمل بر ۱۸۵ صفحه می‌باشد.
- مفردات معصومی: که بعضی اجزای آن نزد شیخ عبدالرحیم، مشیر بلدیه رهری، مشاهده نمودم.